# نبتون حار

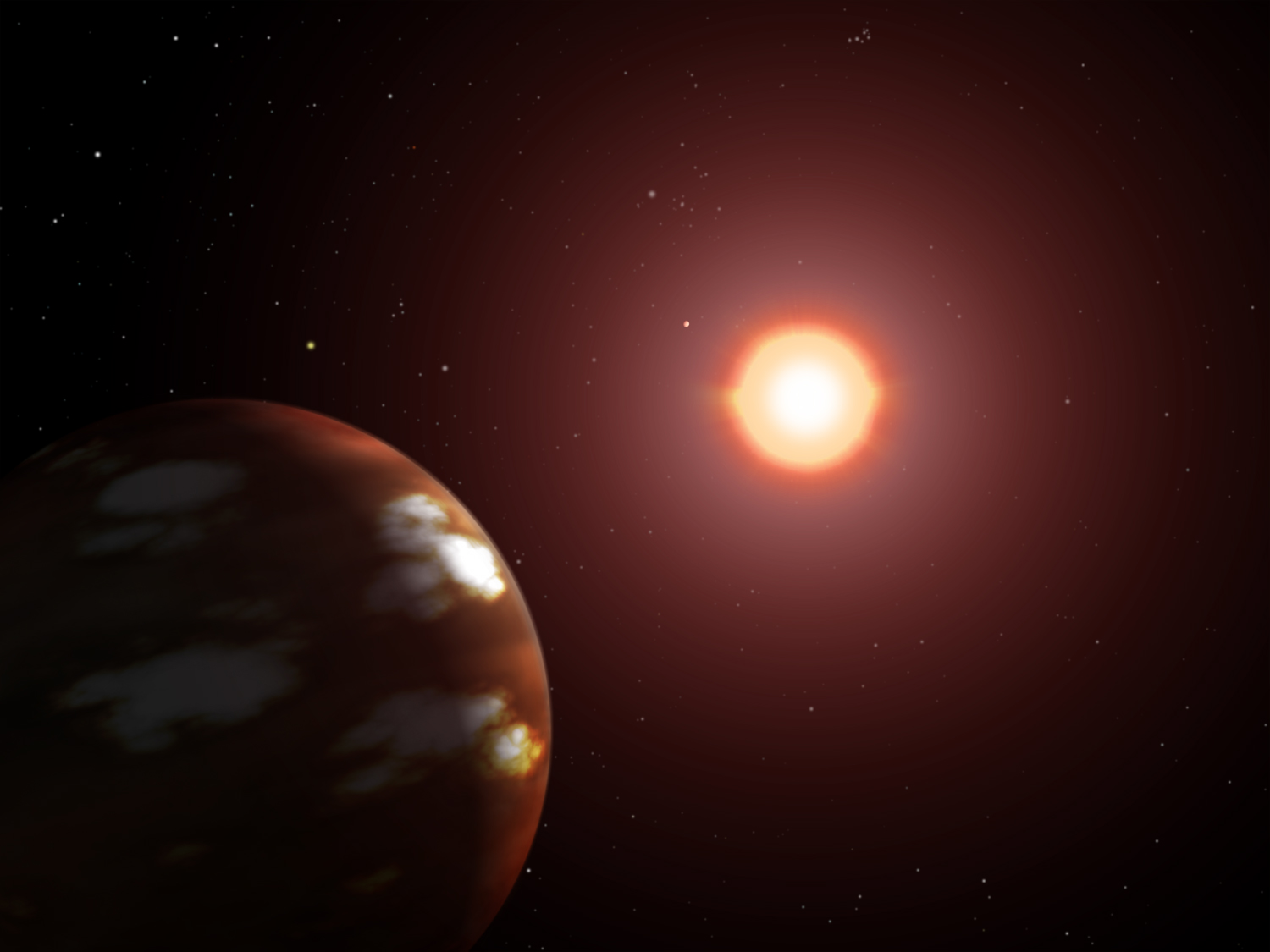

نبتون الحار (بالإنجليزية: Hot Neptune)‏ إنه عبارة عن نوع نظري من الكواكب الخارجية الغازية تكون كتلتها قريبة من كتلة كوكب نبتون وتبعد عن نجومها أقل من وحدة فلكية واحدة وهذا السبب وراء تسميتها بالـ«حارة». وقد أثبتت الأبحاث الحديثة أن نسبة وجود الكواكب من هذا النوع أعلى مما كان يُعتقد سابقا.